# Károly József Batthyány
Károly József Batthyány (ur. 28 kwietnia 1698 w Rechnitz, zm. 15 kwietnia 1772 w Wiedniu) był austriackim generałem i marszałkiem polnym węgierskiego pochodzenia.
Károly József Batthyány był synem hrabiego Ádáma Batthyánya (1662-1703), jako młody mężczyzna wstąpił do armii austriackiej. Pod księciem Eugeniuszem Sabaudzkim walczył z Turkami m.in. w bitwach pod Peterwardein, Temesvárem i Belgradem, wykazując się szczególną odwagą.
W 1734 dowodził wojskami cesarskimi jako generał przeciw francuzom, a w 1737 przeciw Turkom. Od 1739 do 1740 był austriackim attaché na dworze w Berlinie. Z powodu pierwszej śląskiej wojny między Prusami a Austrią wrócił do służby wojskowej, odznaczając się ponownie męstwem.
15 kwietnia 1745 zadał klęskę przeważającym wojskom francusko-bawarskim pod Pfaffenhofen i został za to nominowany marszałkiem polnym. W 1746 służył pod Karolem Lotaryńskim w dzisiejszej Belgii biorąc udział w przegranej bitwie pod Roucoux, w 1747 służył pod Wilhelmem Augustem Hanowerskim, księciem Cumberland, ratując jego wojska w bitwie pod Lauffeldt wzorowym manewrem odwrotu.
Po skończonej wojnie został mianowany przez Marię Teresę w 1748 wychowawcą królewicza i późniejszego cesarza Józefa II.
W 1763 otrzymał tytuł księcia.